# سرخه
سُرخه مرکز شهرستان سرخه در استان سمنان و در ۱۷۰ کیلومتری شرق شهر تهران قرار دارد. این شهر با شهرستان‌های سمنان از شرق، آرادان از غرب، فیروزکوه از شمال، مهدی‌شهر از شمال شرقی و استان اصفهان از جنوب همسایه است. جمعیت فعلی شهر ۱۲٬۴۶۲ نفر است. مردم سرخه اکثراً کومشی‌تبار بوده و به زبان فارسی و گویش سرخه‌ای که گویشی از زبان‌های سمنانی است، صحبت می‌کنند.

## نام‌شناسی و تاریخچه
وجه تسمیهٔ این شهر را وجود کوه‌های سرخ در اطراف آن گفته‌اند، از آنجایی که در گویش سرخه‌ای به سُرخه «سور» گفته می‌شود و سور در فارسی به معنی سرخ است، می‌توان گفت این وجه تسمیه درست است (در منابع قدیمی نیز از سرخه با همین نام یاد شده). نظرهای دیگری هم مطرح است که بیشتر به افسانه می‌ماند تا حقیقت. «ابن رُسته» از اولین جغرافی‌نویسان جهان اسلام، بیش از هزار و صد سال پیش، در کتاب «اعلاق النفیسه»، نام سرخه این دیار کهن را در کنار شهر سمنان ثبت کرده است. مسجد چهل ستون سرخه نیز یادگار آن سال‌هاست.

## کومشی
امروزه گویش کومشی تنها در شهرستان سمنان، سرخه و مهدی‌شهر گویش می‌شود و در دیگر نواحی آن زبان فارسی و تاتی و مازندرانی رایج است. به اعتقاد زبانشناسان از منطقه سمنان تا گرمسار هیچ گونه بومی از زبان فارسی شناخته نشده است و شهر سمنان و روستاهای اطراف سمنان گویش کومشی خود را حفظ نموده‌اند. عبدالله مقدسی مردم کومش را نه فارس و نه تازی می‌داند و در وصف زبان مردم کومش چنین می‌گوید: «زبان کومش و گرگان به هم نزدیک است. ها بکار می‌برند و می‌گویند هاکن و هاده و آن را حلاوتی‌ست، و زبان مردم طبرستان بدانها نزدیک است مگر در آن شتاب است». پس از فتح ایران توسط اعراب لفظ کومش به قومس تغییر کرد و از آن پس به ولایت کومش قومس و به مردم بومی آن قومسی گفته می‌شد.

## زبان

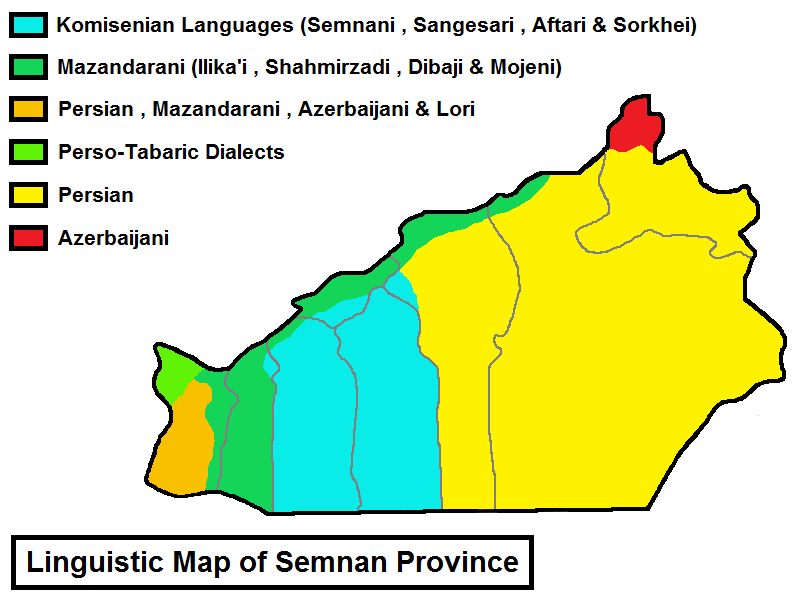
نقشهٔ زبانی استان سمنان: رنگ آبی زبان‌های کومشی (سمنانی، سنگسری، افتری و سرخه‌ای) - رنگ سبز تیره زبان مازندرانی (الیکایی، شهمیرزادی، دیباجی و مجنی) - رنگ نارنجی (زبان‌های فارسی، مازندرانی، آذربایجانی و لری) - رنگ سبز روشن گویش‌های فارسی-مازندرانی (ایوانکی) - رنگ زرد زبان فارسی - رنگ قرمز آذربایجانی

مردم سرخه به زبان سرخه‌ای که یکی از گویش‌های کومشی است سخن می‌گویند. سرخه یکی از شهرهای منطقه کهن قومس است که به تعبیر دکتر منوچهر ستوده، قومس جزیره لهجه‌هاست و کانون گویش‌های اصیل ایران گویش سرخه‌ای را در گروه گویش‌های حاشیه دریای خزر و زیرمجموعه گویش‌های ایرانی نو غربی می‌دانند. گویش سرخه خصایص مشترک قابل توجهی با زبان مازندرانی دارد.
این گویش را در گروه گویش‌های حاشیهٔ دریای خزر و زیرمجموعه گویش‌های ایرانی نو غربی می‌دانند. ارانسکی در کتاب زبان‌های ایرانی، در طبقه‌بندی خود، گویش سرخه‌ای را در گروه زبان‌های ایرانی شمال غربی قرار داده و معتقد است زبان‌ها و گویش‌های شمال غربی از گویش‌هایی گرفته شده‌اند که در دورهٔ باستان در بخش شمال و شمال غربی فلات ایران رواج داشته‌اند. زبان‌ها و گویش‌های شمال غربی، به‌طور کلی با اوستایی مطابقت دارند و گویش‌های جنوب غربی با فارسی باستان. مشخص‌ترین تفاوت آواشناختی– تاریخی که این شاخه (جنوب غربی) را از شاخه شمال غربی (و سایر زبان‌های ایرانی) متمایز می‌کند، تناظر واج «د» جنوب غربی با واج «ز» شمال غربی است. در گویش سرخه‌ای این تناظر را در واژه‌ای چون «زاما» (داماد) می‌توان دید. همچنین تناظر واج‌های «ژ» و «ج» شمال غربی با «ز» جنوب غربی، از دیگر تفاوت‌های این دو شاخه است. در این خصوص می‌توان به واژه‌های «ژیکی» و «ژَک» به معنی زن در گویش سرخه‌ای اشاره کرد. در پهلوی، «ژ» اصیل نیست و ظاهراً فقط در کلمات مأخوذ از پارتی (پهلوی اشکانی) دیده می‌شود. در گویش سرخه‌ای این واج، بسیار پرکاربرد است و در واژگان فراوانی حضور دارد. گذشته از این، شباهت‌های بسیاری میان واژه‌های این دو گونهٔ زبانی به چشم می‌خورد که همهٔ این‌ها نشانگر قرابت و هم‌ریشگی این گویش با زبان پارتی است.
شهرستان سرخه به‌عنوان جزیره لهجه‌ها مشهور است چون در هر روستای آن به یک لهجه و گویش صحبت می‌کنند و شهرسرخه مرکز این شهرستان به گویشی سخن می‌گویند که قابل نوشتن است. آن‌ها شهرسرخه را سور می‌نامند.
در این گویش برادر بزرگ «دادا»، بردار کوچکتر «بره»، خواهر بزرگتر «دو دو» و خواهر کوچکتر «خواک»؛ همچنین پسر «لیزی» و دختر «دوک کی» گفته می‌شود.
در زمان مذاکرات هسته‌ای ایران گفته شد که رئیس‌جمهور حسن روحانی و برادرش، که از مکان مذاکرات با وی گفتگوهای تلفنی داشته، برای مهار کردن شنودهای احتمالی سازمان‌های اطلاعاتی از زبان سرخه‌ای استفاده می‌کردند.
لاسجرد روستایی با کمتر از هزار نفر در ۱۲ کیلومتری غرب شهر سرخه، افتر روستایی با کمتر از دو هزار نفر در شمال شهر سرخه، بیابانک، مومن‌آباد سرخه روستایی با بیش از دو هزار نفر در شرق شهرسرخه و مرکز بخش هفدر شهرستان سرخه، اسدآباد سرخه و اروانه سرخه و روستای امامزاده عبدالله و ایج و جوین و صوفی‌آباد و نظامی و غیره از روستاهای اطراف سرخه هستند که گویش‌های متفاوت این روستاها از نکات جالب توجه است.

## مکان‌های تاریخی
این شهرستان دارای آثار تاریخی از قبیل
- مسجد چهل ستون سرخه
- حمام بیرون دژ
- قلعه جهان‌آباد
- منزل حاج حشمت (محمد ابراهیم خان پیوندی ملقب به حشمت اللشکر)
- آب‌انبار سرخه
- بقعه پیر غریب
- کاروانسرای لاسجرد
- مسجد امام حسین
- امام زاده سید محمد بن زید سرخه
- قلعه افتر
- آرامگاه اعلاء الدوله و درویش محمد
- یخچال حاج‌اسدالله عزیزی و یخچالهای جنوب شهر سرخه
- مجموعه باستانی روستای بیابانک سرخه
- آسیاب چهارم
- خانه کرکه آبادی بیابانک

## محصولات کشاورزی
از عمده‌ترین محصولات کشاورزی سرخه می‌توان به صیفی‌جات به‌خصوص خربزه، انار، پنبه، گندم و جو اشاره کرد. البته در سالهای اخیر زیتون و پسته نیز جزوه محصولات سرخه شده‌اند و زمین‌های بزرگ زیادی به کشت این محصولات اختصاص پیدا کرده است به‌طوری‌که در سطح شهرستان سرخه و روستاهایش مردم بسوی کاشت درخت زیتون رو آورده‌اند و در سالهای آینده یکی از بهترین محصولات سرخه زیتون و پسته خواهد بود. هم‌اکنون در شهرستان سرخه کارخانه روغن کشی زیتون فعالیت می‌کند و مردم سرخه و اطراف هم از میوه زیتون استفاده می‌کنند و هم از روغن زیتون بهره می‌برند. زیره سبز از دیگر محصولات کشاورزی سرخه محسوب می‌شود. کشت این گیاه در این منطقه از اواخر پاییز آغاز می‌شود و در اواسط اردیبهشت و خرداد برداشت می‌شود.

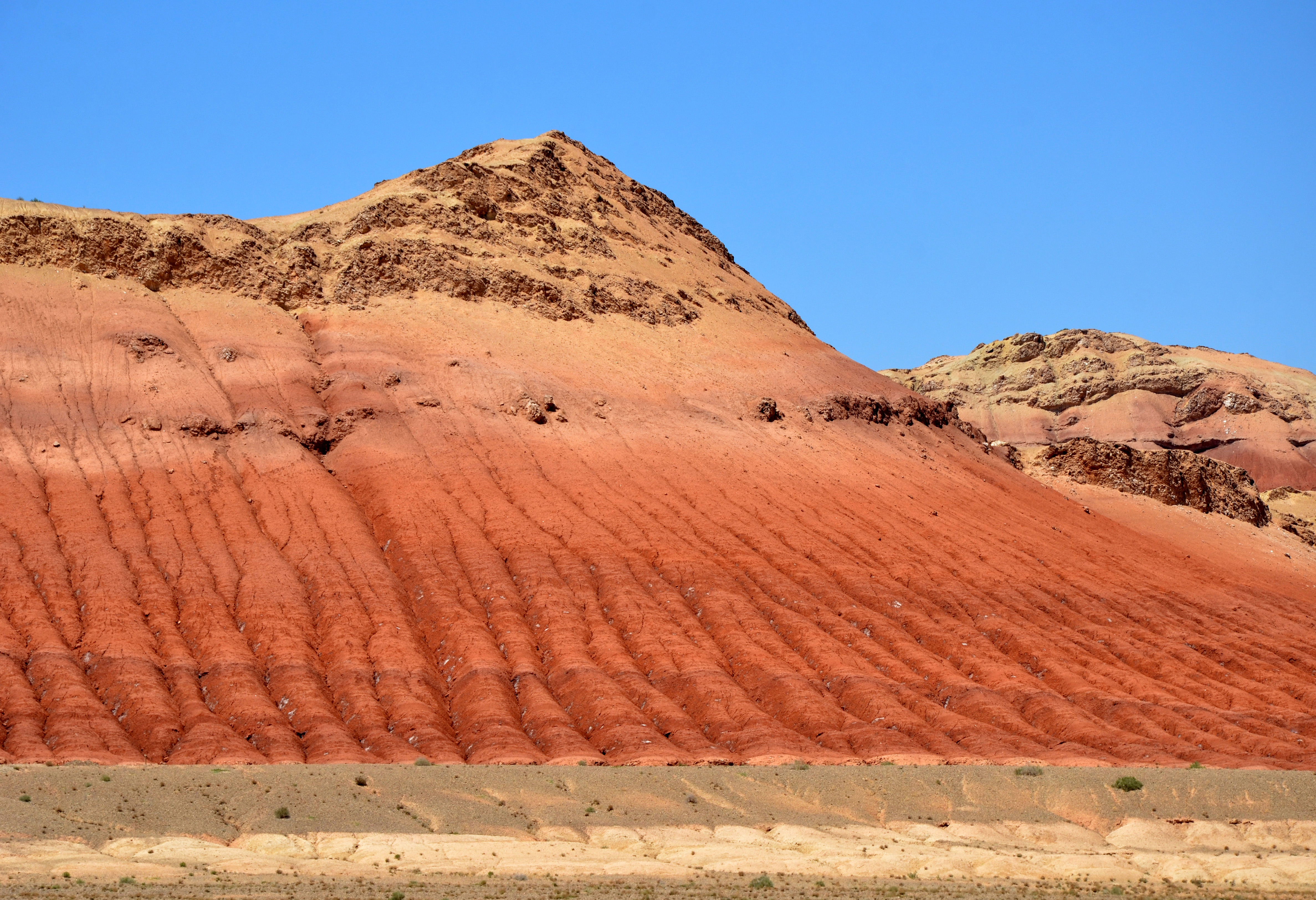
کوه‌های اطراف سرخه
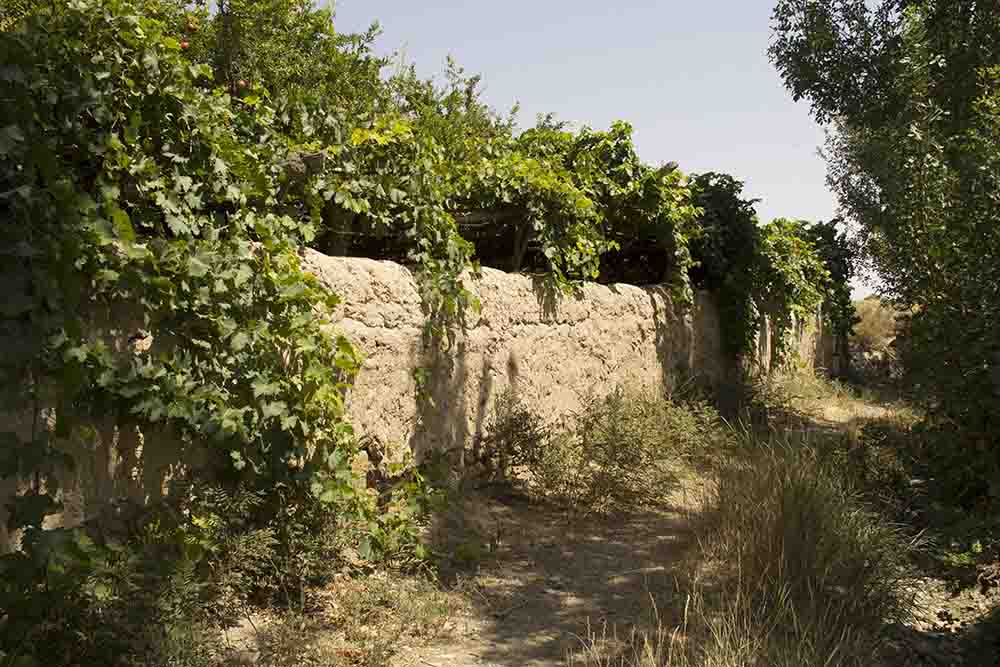
کوچه‌باغ‌های سرخه
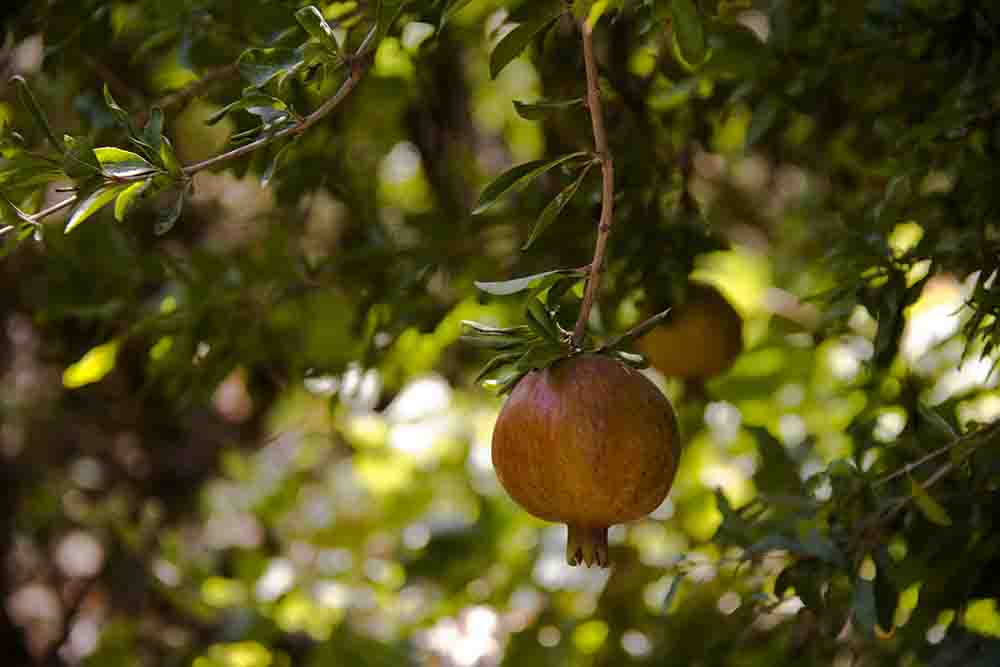
انار سرخه

## محصولات دامی و طیور
شهرستان سرخه در تولید گوشت سفید بیش از ۴۰ درصد تولید استان را به خود اختصاص داده است، همچنین در تولید تخم‌مرغ ۲۰ درصد از آمار استانی به این شهرستان اختصاص دارد. از سوی دیگر واحدهای مختلف تولیدی دام و طیور در این شهرستان فعال هستند.
صنعت دامپروری در سرخه نسبت به صنعت طیور از رشد کمتری برخوردار است. در اطراف شهر سرخه مراکز مختلفی وجود دارد که به پرورش مرغ گوشتی، تخمی و شتر مرغ می‌پردازند؛ و در آینده پرورش بوقلمون (که در زمان‌های قدیم در سرخه مرسوم بوده و در سفرنامه ناصرالدین شاه به آن اشاره شده) و بلدرچین و… به صنعت طیور شهرستان سرخه اضافه می‌شود که مرغداریها و دامداریها در جای جای شهرستان سرخه پراکنده هستند همچنین در کویر شهرستان سرخه شتر نیز پرورش پیدا می‌کند.

## صنایع سرخه
با توجه به معادن وسیع نمک و گچ در اطراف سرخه واحدهای مختلفی در زمینه فراوری گچ و تولید نمک‌های خوراکی فعال هستند. همچنین واحد تولیدی کربنات سدیم در جنوب این شهر واقع شده است که از مواد اولیه نمک و آهک اطراف سرخه جهت تولید کربنات سدیم استفاده می‌نماید.
صنعت پلاستیک نیز در سرخه از رونق مناسبی برخوردار است و واحدهای کوچک زیادی اقدام به تولید قطعات پلاستیک می‌کنند.
همچنین شهرک‌های صنعتی زیادی در شهرستان فعالند که عبارتند از:
- شهرک صنعتی سرخه در شرق شهرسرخه انتهای بلوار امام رضا
- شهرک صنعتی تخصصی گچ عبدالله‌آباد شهرستان سرخه در کیلومتر ۳۰ شهرسرخه
- شهرک صنعتی تخصصی گچ افتر در کیلومتر ۲۰ شمال شهر سرخه
- شهرک صنعتی تخصصی گچ مؤمن آباد در کیلومتر ۱۰ شرق شهر سرخه
- ناحیه صنعتی برکیان شمال روستای لاسجرد سرخه کیلومتر ۱۶ شمال غربی شهر سرخه
- ناحیه صنعتی جنوب سرخه که کارخانه جات آجرپزی و قیر امولسیونی و کارخانه جات کربنات سدیم سرخه و … در آنجا مستقر شده‌اند.
- در شمال شهر سرخه در منطقه آسیاب پنجم واحدهای صنعتی دیگری مانند کارخانه سیم و کابل شاهین و.. وجود دارند که به این رونق اقتصادی شهرستان کمک کرده‌اند.

## آثار تاریخی
- آب‌انبار قدیمی (موزومَبل)
- آسیاب‌های آبی
- حمام بیرون دژ
- خانه حشمت اللشکر (حاج حشمت)
- خانه عزیزیان
- قلعه جهان‌آباد
- کاروانسرای شاه عباسی لاسجرد سرخه
- یخچال جنوب شهرسرخه
- آب‌انبار و مجموعه تاریخی روستای بیابانک سرخه
- امامزاده سیدمحمد بن زید سرخه
- قلعه و امامزاده روستای افتر شهرستان سرخه
- امامزاده مصیب غرب شهر سرخه

## مساجد
- مسجد امام هادی سرخه:

در محله کلان سرخه و در مرکز این محله واقع شده و از جنوب به آب‌انبار بیرون دژ منتهی می‌شود.
تاریخچه بنا:
این مسجد منسوب به دوره قاجار است و در کنج جنوب غربی مسجد که محراب وجود دارد، یادگار قدیمی روی گچ نوشته‌اند که تاریخ تعمیر و مرمت این بنا را نشان می‌دهد؛ لذا قدمت این مسجد بیش از ۲۰۰ سال است. این مسجد به شماره ۴۴۳۳ در فهرست آثار ملی ایران به ثبت رسیده است.
مشخصات بنا:
بنا بر پایه مستطیل با کشیدگی محور شمال، جنوب و در ۳ فرش انداز با ۲ ردیف چشمه در امتداد محور شمال- جنوب همراه با حیاطی کوچک در شمال آن ساخته شده است. در نمای غربی مسجد طاق‌نما و ایوانهای کوچکی دیده می‌شود که تکرار این بدنه در قسمت شمالی و غربی حیاط بیرونی است. مصالح تشکیل دهنده این بنا از خشت و گل با اندود گچ است.
- مسجد چهل ستون سرخه،
- مسجد جامع روستای جوین سرخه
- مسجد ولیعصر (عج)

جشن خیابانی -ولادت امام رضا سرخهجشن خیابانی -ولادت امام رضا سرخه
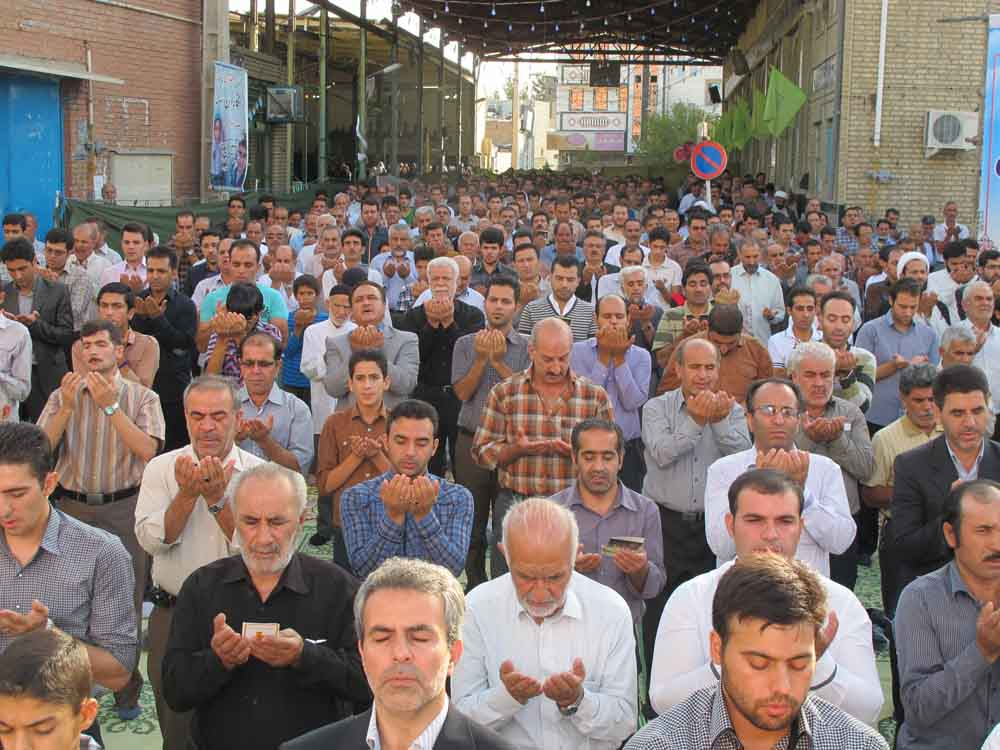
نماز جمعه در سرخه

## جاذبه‌های طبیعی
در اطراف این شهر چشمه‌های آب معدنی متعددی وجود دارد که تعدادی از آن‌ها از این قرارند:
- چشمه معدنی شورآب (شمال غربی سرخه)
- چشمه معدنی نمک‌دره (جنوب سرخه)
- چشمه معدنی تلخ‌آب غرب سرخه
- روستای جوین سرخه
- امامزاده محمد بن زید سرخه
- روستای ایج و امامزاده عبدالله سرخه
- گردنه بشم شمال سرخه
- دو خالگاه در مسیر رودخانه سرخه
- خنار (خونار) در شمال امامزاده عبدالله سرخه
- روستای گور سفید شمال سرخه

## چشمه‌های آب معدنی
شهرستان سرخه اگرچه در منطقه‌ای کویری واقع شده اما در این جغرافیا چشمه‌های متعددی وجود دارد.
چشمهٔ معدنی نمک‌دره
چشمهٔ نمک‌دره یکی دیگر از چشمه‌هایی است که در ۶ کیلومتری جنوب شهر سرخه و در کنار روستای بیابانک قرار دارد. آب این چشمه از گنبدهای نمکی جاریست و مردم برای استفاده از آن در چاله‌هایی که اطراف آن را لایه‌های ضخیم نمک پوشانده است، استحمام می‌کنند. میزان غلظت نمک آن بحدی است که به هیچ عنوان نمی‌توان سر را به زیر آب فرو برد. مردم معتقدند که آب چشمهٔ نمک‌دره برای درمان کمردرد و پادرد سودمند است.
چشمهٔ معدنی تلخاب
این چشمه در در شش کیلومتری غرب روستای لاسجرد بعد از کاروانسرای شاه عباسی و در مسیر سرخه به گرمسار واقع است. دو چشمه به نام‌های چشمه و تنورسیاه (سیه کله) محدوده‌ای استخری شکل را به‌وجود آورده‌اند. وجه تسمیه چشمه فراوانی گوگرد در آب این چشمه معدنی آب آن تلخ و غیرقابل شرب است.
آب این چشمه‌ها دارای گوگرد و مزه آن تلخ است. مردم در فصل تابستان برای رفع گرمی بدن و همچنین تفریح به آنجا می‌روند. در ضلع جنوبی این چشمه نیزاری زیبا قرار دارد که در فصول مختلف سال محل زندگی پرندگان مهاجر است. در ضلع شمالی چشمه انبوهی از درختچه‌های گز وجود دارد که انسان را به یاد جنگلهای بلوط استان ایلام می‌اندازد اطراف چشمه را کوه‌های خاکی به رنگ سرخ و لاجوردی احاطه کرده است آب این چشمه برای درمان بیماری‌هایی مانند: یرقان، زردی، واریس، خوارشه، کهیر، پادرد و سردرد مفید است.
چشمهٔ آب معدنی شورآب
آب این چشمه از یک رشته قنات تشکیل شده است که در شمال غربی شهر سرخه قرار دارد. مردم در فصل تابستان با پیمودن مسیر ۵ کیلومتری از شهر سرخه به مظهر (محل خروج) آب قنات شورآب می‌روند و در آن استحمام می‌کنند. این آب، گوگرد فراوانی دارد که برای درمان بیماری‌های سردرد و چشم درد استفاده می‌شود و نمی‌توان مدت زیادی در آن ماند چون گازهای زیادی که از آن متصاعد می‌شود، سرگیجه‌آور است.

## افراد سرشناس
- حسن روحانی - هفتمین رئیس‌جمهور ایران
- عباسعلی اختری - نماینده سابق مجلس شورای اسلامی و مجلس خبرگان رهبری